# Heinrich Jani
Heinrich Alfred Jani (* 25. April 1870 in Dresden; † 30. Januar 1947 ebenda)  war ein deutscher Verwaltungsjurist und Kreishauptmann in Zwickau.

## Leben
Der Sohn eines Kavallerieoffiziers und späteren Rittergutsbesitzers studierte nach seinem Abitur ab 1890 in Tübingen, Freiburg und Leipzig Rechts- und Staatswissenschaften. Im Jahr 1894 legte er in Leipzig seine Referendarprüfung ab und promovierte im gleichen Jahr an der Ruprecht-Karls-Universität Heidelberg. Es folgten Referendarstellen an den Amtsgerichten Pirna und Sebnitz sowie am Oberlandesgericht Dresden.
Nach der Assessorprüfung 1898 war Jani kurze Zeit als Zivilrichter am Amtsgericht Dresden tätig und trat dann am 1. Dezember 1899 in den sächsischen Verwaltungsdienst ein. Es folgten Verwendungen bei den Amtshauptmannschaften Dresden-Neustadt, Meißen, Schwarzenberg und Chemnitz. Nach der Ernennung zum Regierungsrat erfolgte am 1. Oktober 1909 seine Anstellung als Hilfsarbeiter im sächsischen Ministerium des Innern in Dresden. In dessen Auftrag unternahm er 1910 zum Thema Arbeitslosenversicherung eine längere Studienreise nach Süddeutschland, in die Rheinprovinz und die Schweiz.
Vom 1. Oktober bis zum 31. Dezember 1912 war Jani kommissarischer Amtshauptmann der Amtshauptmannschaft Zwickau. Zum 1. Januar 1913 erfolgte seine endgültige Berufung in dieses Amt, das er bis 31. Juli 1919 innehatte. Ab 1. August 1919 arbeitete er als Vortragender Rat im sächsischen Wirtschaftsministerium und war dort Stellvertreter des Ministerialdirektors der Abteilung für Handel und Gewerbe. Am 1. Juli 1924 übernahm Jani als Kreishauptmann die Leitung der Kreishauptmannschaft Zwickau und hatte sie bis zu seiner Versetzung in den Ruhestand 1935 inne. Nach der Pensionierung kehrte er in seine Heimatstadt zurück.